# بالتیکا (قاره)

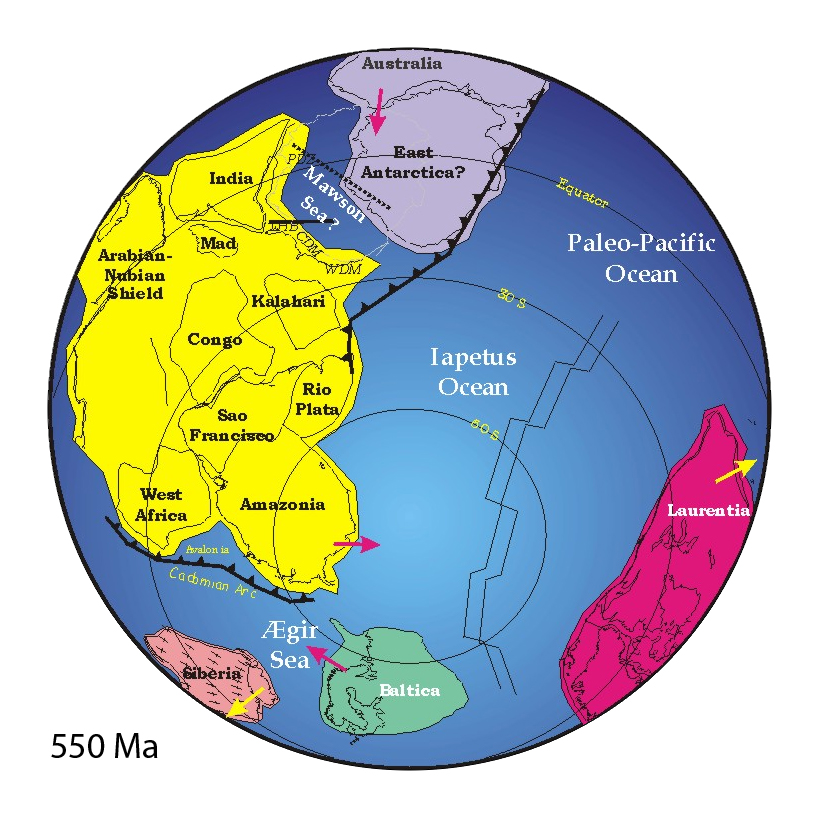
قاره بالتیکا (سبز) در ۵۵۰ میلیون سال پیش

بالتیکا (انگلیسی: Baltica) یکی از قاره‌های باستانی زمین بود که حدود دو میلیارد سال پیش شکل گرفت. این خشکی قدیمی بیشتر شامل مناطق امروزی اروپای شمالی و شرقی مانند روسیه، فنلاند، استونی و لهستان می‌شد. بالتیکا در ابتدا جدا از دیگر قاره‌ها بود، اما در دوره‌های بعد به قاره‌های دیگر مانند لوراسیا و سپس اوراسیا پیوست. یکی از نکات جالب درباره بالتیکا این است که سنگ‌های بسیار کهنی در سپر بالتیک دیده می‌شوند که از قدیمی‌ترین سنگ‌های پوسته زمین به‌شمار می‌آیند. این قاره همچنین نقش مهمی در شکل‌گیری کوه‌های اورال داشته، جایی که در برخورد با قاره قزاقستانیا به یک رشته‌کوه بزرگ تبدیل شد. بالتيكا امروز دیگر وجود ندارد، اما آثار زمین‌شناختی آن هنوز در لایه‌های سنگی شمال و شرق اروپا قابل مشاهده‌اند.

## توصیف علمی
بالتیکا نام قاره‌ای در پیشین‌زیستی پسین تا دیرینه‌زیستی پیشین بود که امروزه پایاپوسته شرقی اروپا در شمال غرب اوراسیا را در بر می‌گیرد. این قاره حدود ۱/۸ میلیارد سال پیش تشکیل شد. پیش از این زمان، سه قاره‌ای که امروزه پایاپوسته اروپای شرقی را شکل می‌دهند در نقاط مختلف کره زمین پراکنده بودند. قاره بالتیکا بر روی صفحه زمین‌ساختی بالتیک قرار دارد.

## تاریخچه
- ~ ۱٫۸۲ میلیارد سال پیش بالتیکا بخشی از ابرقاره کلمبیا بود.
- ~ ۱٫۵ میلیارد سال پیش بالتیکا به همراه آرکتیکا و کراتون شرقی جنوبگان بخشی از ابرقاره کوچک‌تر ننا بودند.
- ~ ۱٫۰۷ میلیارد سال پیش بالتیکا بخشی از ابرقاره رودینیا بود.
- ~ ۷۵۰ میلیون سال پیش بالتیکا بخشی از ابرقاره لوراسیا بود.
- ~ ۶۰۰ میلیون سال پیش بالتیکا بخشی از ابرقاره پانوتیا بود.
- ~ کامبرین بالتیکا یک قاره مستقل بود.
- ~ اواخر اردویسین بالتیکا با آوالونیا برخورد کرد.
- ~ دوونین بالتیکا با لورنتیا برخورد کرد و ابرقاره کوچک‌تر ارومریکا پدید آمد.
- ~ پرمین همه قاره‌های اصلی با یکدیگر برخورد کرده و ابرقاره پانگه‌آ را تشکیل دادند.
- ~ ژوراسیک پانگه‌آ به دو ابرقاره کوچک‌تر لوراسیا و گوندوانا تقسیم شد. بالتیکا بخشی از ابرقاره کوچک‌تر لوراسیا بود.
- ~ کرتاسه بالتیکا بخشی از ابرقاره اوراسیا بود.
- اکنون بالتیکا بخشی از ابرقاره در حال تشکیل آفرو-اوراسیا است.
- حدود ۲۵۰ میلیون سال آینده همه قاره‌ها ممکن است به هم برخورد کرده و ابرقاره پانگه‌آ پروکسیما را تشکیل دهند. بالتیکا بخشی از پانگه‌آ پروکسیما خواهد بود.
- حدود ۴۵۰ تا ۶۰۰ میلیون سال آینده ابرقاره پانگه‌آ پروکسیما دچار شکستگی و انشقاق شده و بالتیکا نیز به چند تکه تقسیم خواهد شد.